# William Wallace, Baron Wallace of Saltaire

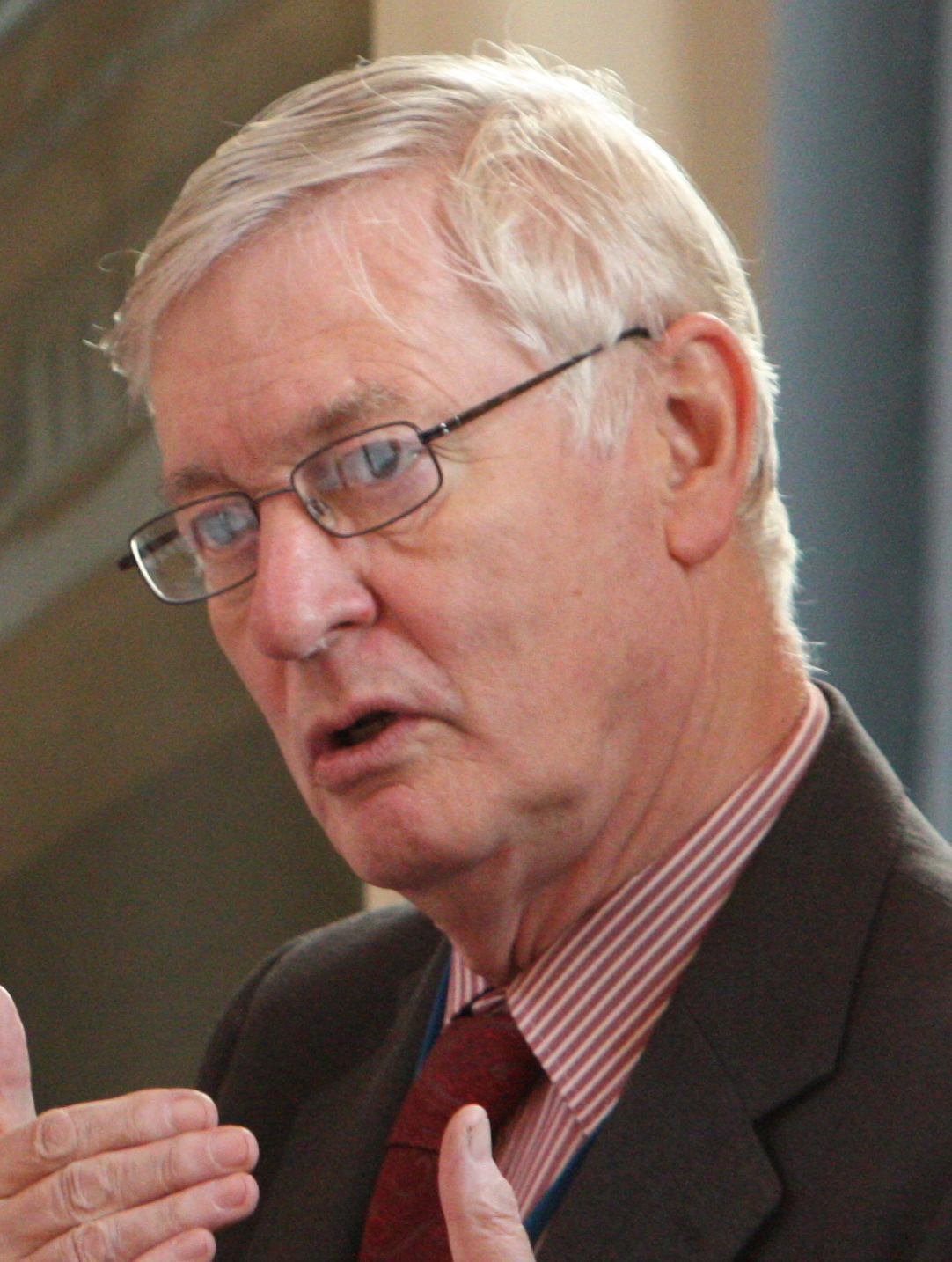
William Wallace, Baron Wallace of Saltaire

William John Lawrence Wallace, Baron Wallace of Saltaire (* 12. März 1941 in Leicester) ist ein britischer Politikwissenschaftler, Historiker, Hochschullehrer, Autor und Politiker der Liberal Party sowie nunmehr der Liberal Democrats, der seit 1995 als Life Peer Mitglied des House of Lords ist.

## Leben

### Studium
Wallace besuchte die Westminster Abbey Choir School und sang im Chor bei der Krönung von Königin Elisabeth II. 1953. Nach dem weiteren Besuch der St Edward’s School in Oxford begann er 1959 ein Studium der Geschichtswissenschaften am King’s College der University of Cambridge, das er mit einem Bachelor of Arts (B.A. History) abschloss. Während seines Studiums besuchte er Veranstaltungen der Studentenverbände der Conservative Party, der Labour Party sowie der Liberal Party, entschied sich dann aber für einen Beitritt zur Liberal Party und wurde 1961 Vizepräsident des Cambridge University Liberal Club.
Nach Beendigung des Studiums an der University of Cambridge wechselte er 1963 zur Cornell University und arbeitete dort an seiner Dissertation zum Philosophiae Doctor (Ph.D.). 1966 schloss er seine Promotion mit einer Dissertation zum Thema Liberal Revival of 1955-66 an der University of Oxford ab, erhielt aber seinen akademischen Grad als Ph.D. von der Cornell University.

### Hochschullehrer
Im Anschluss begann Wallace 1966 seine berufliche Tätigkeit als Lektor an der University of Manchester, an der er bis 1977 tätig war. Danach fungierte er zwischen 1978 und 1990 als Direktor für Studien des Royal Institute of International Affairs, ehe er von 1990 bis 1990 bis 1995 Walter Hallstein-Research Fellow an dem von Ralf Dahrendorf geleiteten St Antony’s College der University of Oxford war.
1993 wurde er zusätzlich Gastprofessor für Internationale Beziehungen an der 1991 gegründeten Central European University (CEU) in Budapest wurde und unterrichtete dort bis 1996.
Zugleich wurde er 1995 Lehrbeauftragter für Internationale Beziehungen an der London School of Economics and Political Science (LSE) und übernahm schließlich 1999 dort eine Professur für Internationale Beziehungen. Diese Lehrtätigkeit übte er bis zu seiner Emeritierung 2005 aus.

### Politische Laufbahn

#### Erfolglose Kandidaturen für das Unterhaus
Neben seiner Lehrtätigkeit begann Wallace Mitte der 1960er Jahre seine politische Arbeit in der Liberal Party und war Presseassistent der Partei während des Wahlkampfs bei den Unterhauswahlen am 31. März 1966.
Anschließend kandidierte er selbst insgesamt fünf Mal ohne Erfolg für ein Abgeordnetenmandat im House of Commons und zwar bei den Unterhauswahlen am 18. Juni 1970 im Wahlkreis Huddersfield West, am 28. Februar 1974 und 10. Oktober 1974 im Wahlkreis Manchester Moss Side sowie bei den Wahlen vom 9. Juni 1983 und 11. Juni 1987 in Shipley.
Zwischenzeitlich fungierte Wallace, der auch Redenschreiber des Parteivorsitzenden David Steel war, von 1977 bis 1987 als Vize-Vorsitzender des Ständigen Ausschusses der Liberal Party.

#### Oberhausmitglied und ehrenamtliches Engagement
1995 wurde er durch ein Letters Patent als Life Peer mit dem Titel Baron Wallace of Saltaire, of Shipley in the County of West Yorkshire, in den Adelsstand erhoben. Am 20. Dezember 1995 erfolgte seine Einführung (Introduction) als Mitglied des House of Lords.
Während seiner langjährigen Zugehörigkeit zum Oberhaus war Lord Wallace zwischen 1997 und 2001 zunächst Sprecher der Fraktion der Liberal Democrats für Verteidigung sowie zusätzlich zwölf Jahre lang von 1998 bis 2010 Fraktionssprecher für Auswärtiges und Angelegenheiten des Commonwealth of Nations. Daneben amtierte er zwischen 2004 und 2010 auch als stellvertretender Fraktionsvorsitzender (Deputy Leader of the Liberal Democrat Peers) sowie in den Jahren 2007 bis 2008 als Fraktionssprecher für Justiz.
Nach der Unterhauswahl vom 6. Mai 2010 und der darauf folgenden Bildung einer Koalitionsregierung aus Conservative Party und Liberal Democrats ist Lord Wallace seit 2010 Parlamentarischer Geschäftsführer (Government Whip) der Liberal Democrats und behielt auch sein Amt als Fraktionssprecher für Auswärtiges und Angelegenheiten des Commonwealth. Ferner ist er seitdem auch Fraktionssprecher für Verteidigung und war 2010 für einige Zeit zugleich Fraktionssprecher für Hochschulbildung sowie Unternehmen, Innovation und Fähigkeiten. Nachdem er von 2010 bis 2011 Fraktionssprecher für Sicherheit war, ist er außerdem seit 2011 Sprecher der Liberal Democrats für das Kabinettamt.
Des Weiteren engagiert sich Lord Wallace, der sich seit seiner eigenen Ausbildung an der Westminster Abbey Choir School für Chormusik interessiert, als Trustee des National Children’s Choir sowie als Vorsitzender des Berufschors Voces Cantabiles. Ferner ist er Vizepräsident der Upper Wharfedale Agricultural Society und Mitglied im Beirat der Atlantischen Initiative.

## Veröffentlichungen
Lord Wallace veröffentlichte im Laufe seines bisherigen beruflichen und politischen Lebens zahlreiche Sachbücher zu politischen Themen wie zum Beispiel zusammen mit seiner Ehefrau Helen Wallace, die ebenfalls Professorin an der London School of Economics war, das mittlerweile in fünfter Auflage erschienene Policy-making in the European Union, welches erstmals 1977 veröffentlicht wurde. Zu seinen bekanntesten Werken gehören:
- A Wider European Community? Issues and problems of further enlargement, Mitautor Geoffrey Edwards, London, 1976
- The Foreign Policy Process in Britain, London, Allen and Unwin, 1977
- Reform of Government, London, Liberal Publications Department, 1977
- Foreign Policy Making in Western Europe: A Comparative Approach, Mitautor William Peterson, Farnborough, Hants, Saxon House, 1978
- The Illusion of Sovereignty, London, Liberal Publications Department, 1979
- Britain in Europe, London, Heinemann, 1980
- Economic Divergence in the European Community, Mitherausgeber Michael Hodges, London, RIIA, 1981
- Britain's bilateral links within Western Europe, London, Routledge and Kegan Paul, 1984
- Options for British foreign policy in the 1990s, Mitautor Christopher Tugendhat, London, RIIA, 1988
- Introduction - “the dynamics of European integration. The dynamics of European integration”,  London and New York, Pinter Publishers, 1990
- The nation state and foreign policy. French and British foreign policies in transition - the challenge of adjustment, New York, Berg Publishers, 1990
- The transformation of Western Europe, London, Pinter, 1990
- West European unity - implications for peace and security. Towards a future European peace order?, Basingstoke, Verlag Macmillan Academic and Professional, 1991
- The Dynamics of European Integration, London, Pinter, 1991
- Regional integration: the West European experience, Washington, DC, Brookings Institution, 1994
- Flying Together in a Larger and More Diverse European Union, Mitautorin Helen Wallace, Den Haag, Netherlands Scientific Council for Government Policy, 1995
- Opening the Door: the enlargement of NATO and the European Union, London, Centre for European Reform, 1996
- Why Vote Liberal Democrat, London, Penguin, 1997
- Liberal Democrats and the Third Way, London, Centre for European Reform, 1998
- Walter Hallstein: the forgotten European?, Mitautoren Wilfried Loth und Wolfgang Wessells, New York, St. Martin’s Press, 1998
- Rethinking European Order: West European Responses, 1989-97, Mitherausgeber Robin Niblett, New York, St. Martin’s Press, 2000
- Non-state actors in world politics, Mitautorin Daphne Josselin, Basingstoke, Palgrave, 2001
- Reconciliation in Cyprus: the window of opportunity, Florenz, European University Institute, 2002
- Policy-making in the European Union, Mitherausgeber Helen Wallace, und Mark A. Pollack, 5. Auflage, Oxford, Oxford University Press, 2005 (1. Auflage, 1977)
- William Wallace, “Europe or Anglosphere? British Foreign Policy Between Atlanticism and European Integration” (London: John Stuart Mill Institute, 2005)

in deutscher Sprache
- Die europäische politische Zusammenarbeit : Modell für eine europäische Aussenpolitik?, Mitautor David J. Allen, Bonn, Europa-Union-Verlag, 1976